# Brendan Witt
Brendan Witt, född 20 februari 1975 i Humboldt, Saskatchewan, Kanada, är en kanadensisk professionell ishockeyback som för närvarande spelar i New York Islanders i NHL.
Tidigare har han även spelat i Washington Capitals och Nashville Predators.